# 聖なる怠け者の冒険
『聖なる怠け者の冒険』（せいなるなまけもののぼうけん）は、森見登美彦による長編小説。2014年本屋大賞候補、第2回京都本大賞受賞作。

## 概要
京都の宵山の1日を舞台に、聖なる怠け者たちの充実した土曜日の全貌をめぐる物語。

『朝日新聞』夕刊に2009年6月9日から2010年2月20日にかけ連載され、全面改稿したうえ2013年5月21日に朝日新聞出版から単行本が刊行された。2016年9月7日には大幅改稿のうえ朝日文庫版が刊行された。
単行本の発売に合わせて新聞連載時の挿絵を担当したフジモトマサルの挿絵集『聖なる怠け者の冒険【挿絵集】』が2013年5月21日に朝日新聞出版から刊行された。
単行本の森見によるあとがきで、本作は森見の別作品『有頂天家族』、『宵山万華鏡』と水面下でつながった作品であることが明かされている。
森見は本作と『夜行』、『有頂天家族 二代目の帰朝』の3作品を作家生活10周年記念作品と位置付けている。

## 制作背景
森見は新聞連載を毎回楽しんでもらえるように努めたが、国立国会図書館での兼業時代に時間に追われ書いたこともあり、全体としてまとまりに欠ける小説と感じており、単行本化に際しこのままではよくないと判断し全面改稿を行っている。
改稿にあたり過去の作品の要素を取り入れたり、より一貫性のある物語の構築を目指し登場人物の整理を行い、キャラクター設定を変更しながらも特に重要なキャラクター（ぽんぽこ仮面や小和田君）の設定は守り抜いた。
『宵山万華鏡』に続いてモチーフに再び宵山を選んだのは、『宵山万華鏡』に盛り込めなかった妄想を活用したいという思いがあったからで、クライマックスの混沌としたイメージは『宵山万華鏡』のリベンジだと森見は自著を解説するエッセイで述べている。
「怠け者が冒険する」という矛盾したテーマを掘り下げるうちに、作品には哲学的な側面が加わったが、怠けることを貫くことで逆に冒険が生まれるという逆説的な構造を持たせ、単なる娯楽作品ではなく、考える楽しみのある物語へと昇華させた。
新聞連載版と単行本は大きく異なるため、連載版のファンには申し訳ない気持ちもあるが、単行本版が最良の形だと確信しており、読者には新たな作品として楽しんでほしいと語り、森見は改稿を経て本作がより完成度の高いものになったことに満足している。ただ、文庫化の際には「単行本は冗長すぎたので短くしました」と更なる改稿が行われている。
森見は連載を抱えすぎ、体調不良に落ちいたこともあり2011年にすべての連載や単行本化の改稿を一時中断しているが、中断した作品の中で後日完成させたものは本作『聖なる怠け者の冒険』、『有頂天家族 二代目の帰朝』、『夜行』、そして『熱帯』の4作品のみで、これらの完成をもって2011年の後始末がようやく終わったと語る。

## あらすじ
あらすじは単行本の内容をベースとする。
プロローグ 土曜日の男
某化学工業企業の研究所に勤める若者・小和田君は怠け者を自認する。しかし、彼は京都の街に現れた正義の怪人・ぽんぽこ仮面に跡継ぎとして目をつけられてしまう。小和田君はグータラな休日を死守すべく、その申し出を断り続けるが、ぽんぽこ仮面をめぐる騒動に巻き込まれていく。
第一章 ぽんぽこ仮面と週末探偵
宵山の朝、小和田君は立誠小学校の校庭で椅子に縛られ、ぽんぽこ仮面から跡継ぎになるよう説得される。しかしそこへ若い女性が乱入し、ぽんぽこ仮面を捕まえようとするが逃げられる。解放された小和田君は朝食をとったスマート珈琲店で後藤所長と遭遇し、店の前に先ほどの女性を目撃する。
小和田君は恩田先輩と約束した蕎麦処六角へ向かう途中、先ほどの女性の尾行に気づき、彼女が落とした蝦蟇口を拾う。道中、八兵衛明神に立ち寄ると、再び尾行を察知し、女性と鉢合わせする。彼女は探偵助手・玉川智子の名刺を渡し、ぽんぽこ仮面を捕まえるために尾行していたと明かす。
蕎麦処六角では、ひたすら蕎麦を食べ続ける無間蕎麦の行事が行われており、二人のぽんぽこ仮面が居合わせていた。小和田君は、それが恩田先輩と桃木さんだと気づき、店主の津田氏が京都を去り信州で蕎麦打ち修行をした過去を聞く。小和田君は用をたすため席を立った帰りに、涼を求めて立ち入った蔵の中で座布団の山に埋もれ、南の島でヴァカンスを楽しむ夢を見る。
その間、ぽんぽこ仮面が店に登場し客の歓声を浴びるが、屈強な若者に捕まりそうになる。ぽんぽこ仮面はそれを驚異的な力で振り払うと、次は蕎麦打ちたちが襲い掛かるが、玉川さんが達磨を投げて妨害する。店主の津田氏は、大日本沈殿党に脅されぽんぽこ仮面を捕まえようとしたと明かす。
第二章 休暇の王国
小和田君が水上コテージでくつろぐ夢を見ているころ、玉川さんは雇い主の浦本探偵に、ぽんぽこ仮面が津田氏に狙われたと報告する。直後にぽんぽこ仮面に動きがあり玉川さんは尾行を試みるが、宵山の人混みで見失う。玉川さんは蕎麦屋へ戻ろうとするが、方向音痴のため道に迷ってしまう。
ぽんぽこ仮面は津田氏の案内で下鴨幽水荘へ向かい、大日本沈殿党の党首と対面するが、サウナ状態の四畳半に閉じ込められ降伏を迫られる。そのころ、玉川さんは迷った末に八兵衛明神前の煙草屋へ辿り着き、店主のおばあさんの勧めで2階で休憩した後、再び蕎麦屋を目指す。
四畳半の暑さに倒れたかに見えたぽんぽこ仮面だったが、実は冷却シートを全身に貼り暑さを凌いでおり、党首の油断を突き彼を壁に押さえつける。党首は、閨房調査団の命令で、ぽんぽこ仮面を捕らえようとしたと白状するが、そこへ閨房調査団や更なる追手が押し寄せる。ぽんぽこ仮面は絶体絶命の状況に陥るが、そこに現れた恩田先輩と桃木さんが放水ホースの水で追手を撃退した隙に逃亡する。
ぽんぽこ仮面は八兵衛明神前の煙草屋に逃げ込むと、店主のおばあさんからテングブラン流通機構の五代目の命令で京都中の人間に狙われていると告げられる。ぽんぽこ仮面は仮面とマントを外し、秘密基地へ戻ろうとするが、疲労で動けなくなる。一方、玉川さんは1年前に宵山で迷子になった際にぽんぽこ仮面に手を引かれ助けられたことを思い出しながらまた煙草屋に戻ってしまう。すると、軒先に朝方スマート珈琲店で見かけた男性が座り込んでいたことから、彼に手を差し伸べる。その手の感触から玉川さんは彼がぽんぽこ仮面の正体だと察するが、既に姿を消していた。玉川さんは張り込む必要のなくなった煙草屋の2階を引き払おうと足を踏みい入れるが、大きな穴に落下し、穴の底で座布団に埋もれて眠る小和田君と再会する。
第三章 宵山重来
小和田君は夢の中でヴァカンスを楽しんでいたが、玉川さんに起こされ半日ぶりに目を覚ます。二人は宵山の露店のおいしそうな匂いを頼りに閉ざされた蔵の暗闇を進み、北観音山の下へ辿り着く。そして小和田君は、玉川さんを室町通の雑居ビルにある浦本探偵事務所まで送り届ける。
玉川さんは調査結果からぽんぽこ仮面は小和田君の同僚で、その正体は後藤所長ではないかと推理を披露する。小和田君は自分を怠け者と知る所長が後継者に選ぶはずがないと反論するが、玉川さんは「引き継がせたくないから、あえてあなたを選んだのでは」と指摘する。そのとき、屋上でテングブランを飲みくつろぐ浦本探偵から連絡が入り、駆けつけた小和田君は「何もせずとも、状況が自然と変化して真相に近づく」との浦本式探偵術に感銘を受ける。その後、浦本探偵と玉川さんは依頼人からぽんぽこ仮面の調査報告に来るよう呼び出され、小和田君は雑居ビルで待機することになる。
待機中、小和田君は黒服の男たちに追われ雑居ビルで倒れていたぽんぽこ仮面に頼まれ、探偵事務所の2部屋隣りだった彼の秘密基地に運び届ける。穴の空くマントを繕おうとするぽんぽこ仮面が疲れ果て寝落ちすると、小和田君はお面を取り後藤所長の顔を確認する。小和田君は秘密基地でぽんぽこ仮面のスペアのお面をつけ、マントを羽織りはしゃいでいると、テングブラン流通機構の黒服の男たちにぽんぽこ仮面と間違われ連行される。
レストラン菊水の屋上ビアガーデンに連行された小和田君は、アルパカのような男の前で土下座する浦本探偵と玉川さんを目撃する。玉川さんはぽんぽこ仮面が小和田君と見抜くが、本物のぽんぽこ仮面が捕まったことになり、浦本探偵と玉川さんは解放され成功報酬が支払われる。アルパカ男こと五代目は、土曜俱楽部の上席から命じられたぽんぽこ仮面の身柄確保の任務を遂げると、早く休みたいと咆哮する。
第四章 聖なる怠け者たち
玉川さんは、浦本探偵が小和田君を犠牲にして報酬を受け取ったことを強く非難する。しかし浦本探偵は「流れに抗わなかっただけ」と弁明し、さらに五代目が何かを恐れる様子から、背後により大きな黒幕の存在があるとほのめかし、物事がまだ収束していないと示唆する。
ぽんぽこ仮面に間違われた小和田君は、五代目に柳小路の居酒屋「響」で開かれた土曜倶楽部の奇人変人たちの宴に連れていかれると、次々と上席の宴に案内され、赤い浴衣を着た女の子たちと出会い、梯子を上った先で八兵衛明神と名乗る太った子どもと対面する。八兵衛明神から「宵山の日にだけ外に通じる窓からゴミを捨てろ」と命じらた小和田君はそれを拒否して口論となるが、「ぽんぽこ仮面の役目を手下に引き継がせる」神託が下されるとゴミ捨てを手伝う。
ごみ捨てを終えた小和田君は帰路につくも、四つ角がすべてスマート珈琲店の「四条四条」の交差点に迷い込み自分が歪んだ世界に閉じ込められていることに気づく。そして毛だらけの姿へと変貌した八兵衛明神が現れ小和田君を引き留めようとするが、彼の頭上に玉川さんが落下して登場する。彼女は幼いころ宵山の夜にゴミ捨てを手伝っってあげた八兵衛明神に別れを告げ、小和田君を連れてその場を離れる。八兵衛明神は涙ながらに彼女にしがみつくも、蝦蟇口で彼の注意を逸らしその場を去る。玉川さんと小和田君は闇を抜け辿り着いた新町通で、京都中の建物が歪み迷宮のような街並みに変貌しているのを目撃する。
神託により街に現れたぽんぽこ仮面たちが人々を助ける様子を目撃し、後藤所長は自分の役目が終わったと悟り、仮面とマントを新たなぽんぽこ仮面に渡すと、天と地が繋がり五重塔の屋根から落ちてきた小和田君たちと再会する。そして宵山が終わり、充実した土曜日は幕を閉じる。
エピローグ 日曜日の男
小和田君は独身寮の自室でたっぷり寝ていたが、昨夜ゴミ捨てしたガラクタのその後が気になり、柳小路に向かう。煙草屋のおばあさんによると、ガラクタは朝早くにぽんぽこ仮面たちによって片付けられていた。小和田君は煙草屋から荷物を引き上げる玉川さんと再会し、「ぽんぽこ仮面事件」解決で贈呈される達磨を受け取るため探偵事務所に向かう。事務所では浦本探偵が簡易ベッドで寝ていたが、テングブランの空き瓶が転がる事務所の掃除を始めた玉川さんにたたき起こされる。そこに山鉾巡行を見物した恩田先輩と桃木さんが訪れ、恩田先輩がぽんぽこ仮面を3度助けた武勇伝を話し始めるが、続いて後藤所長が現れ、事件の調査依頼を浦本探偵にするところで物語は幕を閉じる。

## 登場人物
登場人物は単行本の内容をベースとする。

### 主要人物
小和田君（こわだくん）
京都郊外にある某化学企業に勤める社会人2年目の院卒の若者。筋金入りの怠け者。大冒険よりも小冒険を愛し、何より平和で静謐な週末を求める。
仕事が終われば独身寮で缶ビールを飲みながら「将来お嫁さんを持ったら実現したいことリスト」を改訂して夜更かしするのが唯一の趣味。
ぽんぽこ仮面（ぽんぽこかめん）
京都の街で「正義の味方」になることを実現させた怪人。旧制高校の黒マントにかわいい狸のお面ゆえに、下積み時代はことあるごとに通報された。
八兵衛明神の使いを自称し、小和田君をぽんぽこ仮面の跡継ぎとして目をつける。
浦本探偵（うらもとたんてい）
世界でもっとも怠け者の探偵。30歳過ぎ。派手な柄のシャツを着て無精髭を生やしている。曰く、変な騒動ばかり起こす弟がいる。
室町通に面した雑居ビル3階に事務所を構える。依頼を受けると達磨の片目を書き、解決すれば残りの目も入れて、依頼人が欲しがれば贈呈する。
五代目からぽんぽこ仮面の身元調査を名目とする身柄の確保を依頼される。
玉川 智子（たまがわ ともこ）
週末だけ浦本探偵の助手のアルバイトをする女子大生。3回生。キャスケット帽を被り、達磨入りのヴァイオリンケースを持ち歩く。狸が大好き。
ぽんぽこ仮面の身柄の確保に尽力するが尾行がすぐにばれ、方向音痴ですぐ道に迷うなど探偵助手の能力はお話にならない。
恩田先輩（おんだせんぱい）
小和田君の職場の同じ研究チームの先輩。競馬ブックを持ち歩く馬好き。同じくらいアルパカも好き。
充実した週末を過ごすべく、スケジュールがびっしり書き込まれた手帳を持ち歩く。
桃木さん（ももきさん）
恩田の恋人。下京区の特許事務所の職員。京都市内在住。事務能力と包容力を奇跡的な高みで一致させた稀有な女性。
後藤所長（ごとうしょちょう）
小和田君が勤務する新素材研究所の所長。スキンヘッドで怖そうな日本人離れした風貌だが、日々「人類の進歩と調和」に貢献している。
東京から京都に異動して3年が経つが、再び東京に戻る内示が下される。小和田君に充実した休日を無理強いする。
会社に嘘の住所を伝え、尾行する社員を煙に巻くことから、鞍馬山のハゲ天狗あるいは狸谷不動のハゲ狸が化けていると噂される。
五代目（ごだいめ）
表の顔は新橋通の骨董商、裏の顔は「テングブラン流通機構」の大番頭。アルパカそっくりの容姿。土曜俱楽部の末席。
浦本探偵にぽんぽこ仮面の正体を突き止める素行調査を依頼し、京都中の息のかかった人間にぽんぽこ仮面を捕まえるよう命令を下す。

### 第一章 ぽんぽこ仮面と週末探偵
煙草屋のおばあちゃん
柳小路を挟んで八兵衛明神の向かいにある煙草屋の店主。太った猫の飼い主。
ぽんぽこ仮面が八兵衛明神に現れるのを監視する浦本探偵や玉川さんに煙草屋の二階を提供する。実は「テングブラン流通機構」の一員。
津田氏（つだし）
「蕎麦処六角」の店主。捻じり鉢巻きに桃色の作務衣。恩田が学生時代、世話になった人物。宵山に無間蕎麦を主催する。
10年前に結成した大日本沈殿党の活動が不毛であることに気づき見捨て放浪の旅に出ており、訪れた信州で蕎麦好きとなり、蕎麦打ちを修業した。
愛犬である柴犬の梅吉をぽんぽこ仮面に救助され、感謝からフリーパスを贈呈していたが、大日本沈殿党から脅され、彼を捕まえようとしていた。
大日本沈殿党 党首
下鴨幽水荘に住む眼鏡をかけたぶよぶよした学生。愛犬・梅吉の散歩でふと下鴨幽水荘に立ち寄った津田を伝説の裏切り者として確保し、蕎麦打ち教室の生徒に天誅を下すと脅し津田にぽんぽこ仮面を捕まえるように命令する。

### 第二章 休暇の王国
閨房調査団
桃色資料の収集団体。「テングブラン流通機構」からの命令でぽんぽこ仮面を捕まえるよう、大日本沈殿党へ命令する。

### 第三章 宵山重来
テングブラン流通機構
リーダー格の眼鏡をかけた背広姿の30代の男、丸刈りで背広姿の20代の男、長髪で背広姿の20代の男たち。
五代目の命令でぽんぽこ仮面を捕まえるべく追跡し、ぽんぽこ仮面の秘密基地を突き止め突入する。

### 第四章 聖なる怠け者たち
巨大な老人
土曜倶楽部の上席。黒い和服を着た80歳くらいの老人で、小和田君の3倍はあるかと思われる巨体。
柳小路の居酒屋「響」の座敷に連れてこられた小和田君に、自分たちは「土曜倶楽部」のメンバーだと自己紹介する。
大坊主
土曜倶楽部の一員。真っ黒な僧衣を着た髪も髭ももじゃもじゃな坊主で、脚がうじゃうじゃ生えた昆虫の干物をバリバリ食べる。
舞妓
土曜倶楽部の一員。赤い着物に身を包み、滝を登る鯉が描かれたサーフボードほどの大きさの羽子板を持つ。
初老の男
土曜倶楽部の一員。背広姿に巨大な脳味噌が入っていそうな頭で、黒フレームの眼鏡をかけた貧相な男。
赤ら顔の中年男
土曜倶楽部の一員。桃色のワイシャツに金ぴかのネックレスと金ぴかの腕輪をつけ、大きな声で笑う男。
老女
土曜倶楽部の一員。背筋をピンと伸ばし、澄ました様子の貴婦人然とした女性。
ゴージャスさん
土曜倶楽部の一員。鮮やかな色の鶏冠に、漆黒に一条の茶が混じったツヤツヤと絹のように輝く羽毛を持つ軍鶏。
美女
日曜倶楽部の代表。漆黒のドレスから真っ白な肩をのぞかせる妖艶な女性。小和田君を月曜倶楽部が集う座敷に送り出す。
布袋にそっくりの大男
土曜俱楽部の一員。小和田君が最初に訪れた土曜倶楽部とは異なるメンバーの集い。
小和田君に同じ名前を語る倶楽部があるが、それは我々の影でしかないと説明する。
小さな老人たち
しわしわの顔をした3人の老人たち。50畳ほどの薄暗い部屋に敷かれた2畳ほどの天鵞絨の絨毯の上で、赤いソファに座り水煙菅から煙を吸う。
赤い浴衣の女の子たち
居酒屋「響」の奥から二番目の座敷で、小和田君を待ち構えていた双子のようにそっくりな女の子たち。
八兵衛明神
狸の神様。赤い腹掛けをした金太郎みたいな子どもの姿。むっちりと太って、腹掛けから肉がはみ出しており、尻尾が生えている。

## 用語
無間蕎麦
信州の山間の町で夏祭りの一環として行われる行事。人々は仕事を休み、「蕎麦寺」と呼ばれる珍念寺や町内の蕎麦処で1日中蕎麦を打ち、食べ、雑魚寝をする。信州で蕎麦打ち修行した京都の「蕎麦処六角」の店主・津田氏により、彼の弟子たちが打つ蕎麦で京都でも宵山の日に開催される。
大日本沈殿党
精神的に腐った生活を送る学生たちが結成した発足10年の組織で、設立者は津田氏。自らを「沈殿」と称し、頭角を現せない状況を自虐的に表現している。「幸福は有限」との理論から、誰かを不幸にすることで自らの幸福を得ようとし、些細な悪事を重ねるようになった。もともとは、学生アパート「下鴨幽水荘」で他人の不幸を肴に酒を飲み、境遇を慰め合う学生の集まりだった。
閨房調査団
桃色資料を収集し、大秘宝館の建設を目指す団体。学生は青年部に属する。書籍や映像だけでなく浮世絵なども対象とし、世界的なコレクションを形成。長岡京市に共同アーカイブを建設中との噂がある。森見の別作品『夜は短し歩けよ乙女』にも登場する団体。
テングブラン流通機構
京都市内某所にある工場で製造されている幻の酒「テングブラン」（別名：偽電気ブラン）の流通を一手に握る団体。絶大な影響力を持つ。森見の別作品『有頂天家族』に登場する狸の夷川家が「テングブラン」の製造販売を統括している。土曜倶楽部の傘下にある。
土曜倶楽部
毎月一度、土曜の夜に集まって猪鍋を喰うことを目的とした7名の人間からなる集まり。京都の街に住む誰もが、土曜倶楽部の掌の上で踊っていると言っても過言ではない組織力を持つ。五代目はその末席に当たる地位で、上席からの命令でぽんぽこ仮面を捕らえるべく動いていた。その上位には日曜倶楽部が存在し、下位には『有頂天家族』に登場する金曜倶楽部が位置している。

## 受賞・候補歴
- 2014年『本屋大賞』候補 - 9位[10]
- 第2回『京都本大賞』受賞[1]

## 書誌情報
- 単行本：朝日新聞出版、2013年5月21日発売[2]、ISBN 978-4-02-250786-0
- 文庫本：朝日文庫、2016年9月7日発売[3]、ISBN 978-4-02-264822-8
  - 『朝日新聞』夕刊に掲載されたものを単行本化にあたり全面改訂、文庫化に際し大幅改稿
- 『聖なる怠け者の冒険【挿絵集】』：フジモトマサル、朝日新聞出版、2013年5月21日発売[4]、ISBN 978-4-02-250844-7